# Blepharhymenus ludibundus
Blepharhymenus ludibundus är en skalbaggsart som först beskrevs av Thomas Casey 1911.  Blepharhymenus ludibundus ingår i släktet Blepharhymenus och familjen kortvingar. Inga underarter finns listade i Catalogue of Life.